# Randomańce
Randomańce (lit. Randamonys) – wieś na Litwie, w okręgu olickim, w rejonie druskienickim, w gminie Wiciuny. Na rok 2021 wieś była zamieszkiwana przez 50 osób. Leży nad Jeziorem Randomanieckim.

## Historia
W latach międzywojennych miejscowość znalazła się początkowo w strefie pasa neutralnego, który w lutym 1923 w myśl decyzji Rady Ambasadorów przyznano Polsce i (bez formalnego statusu gminy) dołączono do przyległego powiatu grodzieńskiego w woj. białostockim. Dopiero w 1925 roku z omawianego obszaru (oraz z południowej części dawnej gminy Orany) powstała nowa gmina Marcinkańce w powiecie grodzieńskim w woj. białostockim, w skład której weszły Randomańce. 16 października 1933 Randomańce (wraz z miejscowościami Mosznica, Żagiele i Uciecha) utworzyły gromadę Randomańce w gminie Marcinkańce
Po wojnie miejscowość włączono do Litewskiej SRR w ZSRR. Od 1991 w niezależnej Litwie.